# Janvier 1830

## Événements
- 2 janvier, France : Honoré de Balzac publie El Verdugo pour la première fois sous son nom de plume.

- 3 janvier, France : première publication du National (Adolphe Thiers, Armand Carrel et François-Auguste Mignet fondateurs). Ils ont essayé, en vain de se rapprocher du Globe.

- 5 janvier, France : Victor Hugo écrit à Montbel, ministre de l'Intérieur, pour protester contre le censeur Brifaut qui divulgue des extraits d'Hernani.

- 13 janvier : Páez devient caudillo du Venezuela à Caracas (fin en 1848).

- 20 janvier : abdication de Simón Bolívar.

- 23 janvier, France : Guizot est élu député de l'Eure.

- 31 janvier, France : le gouvernement décide d'intervenir à Alger, et l'annonce le 3 mars par le discours du trône.

## Naissances
- 3 janvier : Jean-Adolphe Cérémonie, sculpteur français († 29 septembre 1881).
- 4 janvier : Jules Pecher, peintre et sculpteur belge († 19 avril 1899).
- 30 janvier : Joseph de Robillard de Beaurepaire (mort en 1906), agronome et historien français.

## Décès
- 7 janvier : Thomas Lawrence, portraitiste britannique (1769-1830).
- 14 janvier : Johann Georg Repsold (né en 1770), astronome allemand.